# Phyllis Nagy
Phyllis Nagy (Nova Iorque, 7 de novembro de 1962) é uma cineasta, diretora e roteirista anglo-estadunidense. Seu trabalho mais conhecido é Carol (2015), uma adaptação do romance The Price of Salt, de Patricia Highsmith, o qual lhe rendeu uma indicação ao Oscar de melhor roteiro adaptado.